# 袁咏琳 (專輯)
《袁詠琳Cindy》是台灣歌手袁詠琳發行第一張國語專輯。

## 簡介
創作歌手袁詠琳（Cindy），目前已發行了1張專輯於西元2009年10月30日專輯名稱是《袁詠琳cindy》，當時她是22歲。他的專輯於玫瑰唱片（大眾唱片）前20名的熱銷專輯榜共持續了5週，此專輯共收錄了10首曲子，所有曲子皆由袁詠琳創作，包括袁詠琳與師兄周杰倫所合唱的畫沙。
主打歌《畫沙》是由袁詠琳作曲、方文山作詞。並由周杰倫與袁詠琳對唱。袁詠琳一手包辦作曲、製作、彈鋼琴、小提琴、和聲。周杰倫在MV中拉大提琴。單是這支音樂錄影帶就花了150萬元搭設沙洲河岸場景，這張專輯企宣費超過2000萬元。新聞稿聲稱周杰倫他雖在美國拍《青蜂俠》很忙，但早前抽空幫袁詠琳跨刀拍MV，只不過因為他滿腦子英文劇本，竟對美國長大的師妹講英文：“不要太在意網路上有的沒的言論，他們大都是jealousy（嫉妒）。” 周杰倫並對媒體表示雖然每次公司签新人都一定会传绯闻，但是不可能的。

## 曲目
| CD       | CD                 | CD                     | CD       | CD    |
| 曲序     | 曲目               |                        | 编曲     | 时长  |
| -------- | ------------------ | ---------------------- | -------- | ----- |
| 1.       | 雨後天空           | 梁心頤                 | A9P.G.P  | 3:42  |
| 2.       | 畫沙（周杰倫合唱） | 方文山                 | 黃雨勳   | 4:34  |
| 3.       | 唱首歌因為思念     | 古小力                 | A9P.G.P  | 4:29  |
| 4.       | 熱氣球             | 袁詠琳、陳芯儀、黃淩嘉 | 洪敬堯   | 4:36  |
| 5.       | 笨魚               | 梁心頤                 | A9P.G.P  | 3:19  |
| 6.       | I'm Sorry          | 古小力                 | 袁詠琳   | 3:45  |
| 7.       | 你不愛我了         | 方文山、袁詠琳         | 洪敬堯   | 3:55  |
| 8.       | 舞帶威脅           | 方文山                 | 黃雨勳   | 3:09  |
| 9.       | 很旅行的愛情       | 黃俊郎                 | 黃雨勳   | 4:11  |
| 10.      | 那年我們一起許願   | 方文山                 | 黃雨勳   | 3:06  |
| 总时长： | 总时长：           | 总时长：               | 总时长： | 38:48 |

| DVD      | DVD                         | DVD  |
| 曲序     | 曲目                        | 时长 |
| -------- | --------------------------- | ---- |
| 1.       | 畫沙（Music Video）         | 4:34 |
| 2.       | 很旅行的愛情（Music Video） | 4:40 |
| 总时长： | 总时长：                    | 9:14 |

## 制作团队
| 录音师 - 楊瑞代（#1~#10） - 柯宗佑（#1~#4、#6、#7、#9、#10） - 蘇正成（#2、#6、#10） - 史大維（#5） 混音师 - 楊大緯（#1~#10） | 录音室 - JVR Studio（#1~#5、#7~#9） - 超因素錄音室（#1~#10） - 白金錄音室（#2、#6、#10） - 強力錄音室（#5） 混音室 - 楊大緯錄音工作室（#1~#10） |

| 乐器演奏 吉他 - 蔡科俊（#1、#3、#5、#7） 鼓 - 陈柏州@Mr.Q Studio（#1、#3、#5、#7） 貝斯 - 陳任佑（#1、#5、#7） 鍵盤合成器 - 周恆毅（#1、#5） 鋼琴 - 袁詠琳（#2、#6、#10） 和聲編寫 - 袁詠琳（#1~#5、#8~#10） - 周杰倫（#2） 和聲 - 袁詠琳（#1~#5、#8~#10） - 周杰倫（#2） | 弦乐演奏 - 北京愛樂交響樂團（#3、#10） 電小提琴 - 袁詠琳（#2） 小提琴 - 侯勇光（#9） - 林宜嫻（#9） 中提琴 - 李思琪（#9） 大提琴 - 陳怡婷（#2、#6） - 盧佳君（#9） |